# Stillahavsvitsiding
Stillahavsvitsiding (Lagenorhynchus obliquidens) är en art i familjen delfiner som förekommer i kalla och tempererade områden av norra Stilla havet.

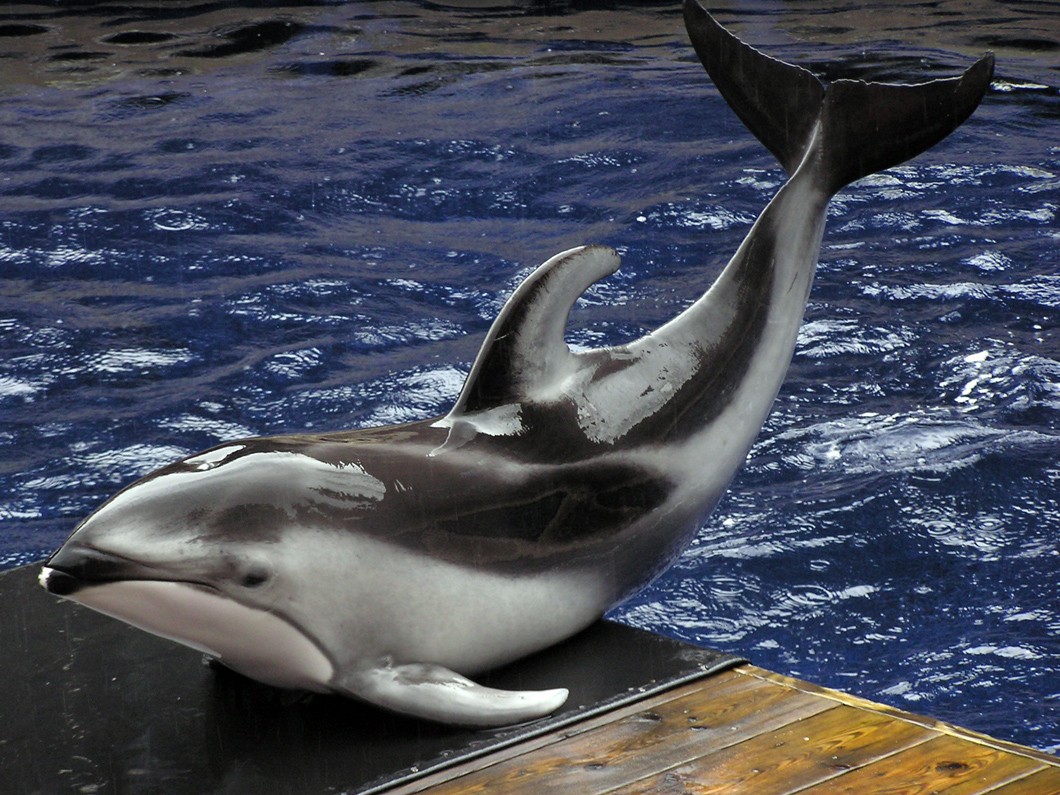
Stillahavsvitsiding i Vancouver Aquarium.

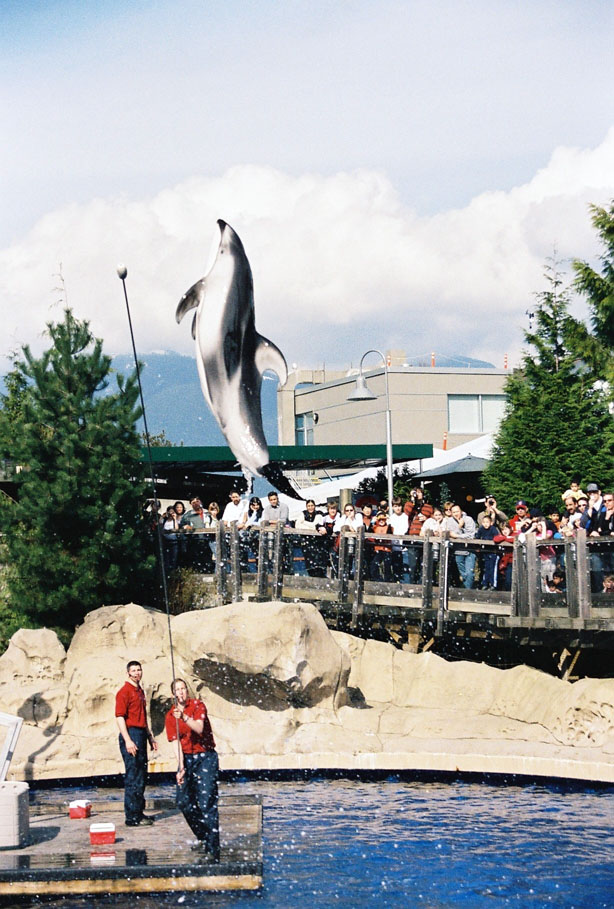
Stillahavsvitsiding vid Vancouver Aquarium.

Den beskrevs för första gången av Theodore Gill år 1865. Stillahavsvitsidingen är den enda delfinen i släktet Lagenorhynchus som man hittar i norra Stilla havet. Fiskare och forskare kallar den helt enkelt för ”lags”. Stillahavsvitsidingen är så oerhört lik Södra Atlantvitsiding att några forskare hävdade att de var en och samma art. Med DNA-tester kunde man visa att arterna skilde sig ifrån varandra för ungefär 2 miljoner år sedan. DNA-testet visade också att Stillahavsvitsidingen och Södra Atlantvitsidingen är närmare släkt med familjen Cephalorhynchus än den familj de nu tillhör, så troligen måste de byta släkte.
Stillahavsvitsidingen är trefärgad. Haka, strupe och magen är krämfärgad. Nos, simfenor och ryggfena är mörkgrå och den har ljusgråa stråk på sidorna. De har också en mörkgrå ring runt varje öga. Typisk är dessutom den tvåfärgade ryggfenan. De kan bli upp till 2,5 meter långa, väga runt 150-200 kilogram och ha en livslängd på runt 40 år (i fångenskap).
Den är en oerhört aktiv delfinart som gärna beblandar sig med andra delfinarter i norra Stilla havet. De tycker som många andra delfiner om båtlekar och att hoppa. Stillahavsvitsidingen brukar samlas i grupper om 100 delfiner, men man har observerat grupper på mer än 3000 individer. Deras diet består av torsk, öring, lax och bläckfisk.
Stillahavsvitsidingen är en art som flyttar, på vintern är de i vattnen runt Kalifornien och på sommaren är de norr om Oregon. Man uppskattar att det finns 1 miljon Stillahavsvitsidingar.